# Bizarre (film)
Pour les articles homonymes, voir Bizarre.
Pour plus de détails, voir Fiche technique et Distribution.
Bizarre est un drame romantique franco-américain réalisé par Étienne Faure et sorti en 2015.

## Synopsis
Maurice, un jeune homme de 17 ans au passé obscur, quitte la France pour errer dans les rues de New York. Il trouve un point de chute lorsque Betty, une femme lesbienne, l'accueille dans son bar branché de Brooklyn, le Bizarre. Rapidement, Maurice devient une figure centrale du lieu. Sa relation avec ses collègues se complexifie : Luka, qui travaille avec lui, tombe amoureux de lui, tandis que Maurice entame un jeu de séduction avec Charlie, un boxeur hétérosexuel. L’arrivée d’un homme énigmatique, qui semble connaître le passé de Maurice, vient troubler cet équilibre fragile.

## Fiche technique
- Titre : Bizarre
- Réalisation : Étienne Faure
- Scénario : Étienne Faure et Ray de Leon
- Photographie : Pavle Savić
- Montage : Étienne Faure
- Décors :
- Costumes :
- Musique :
- Producteur : Alexis Vb
  - Coproducteur : Ray de Leon,  Seayoon Jeong et Jean-Stéphane Sauvaire
  - Producteur délégué : Stéphane Gizard
- Société de production : Eivissa Productions
- Distributeur : Eivissa Productions
- Pays d'origine :  France et  États-Unis
- Genre : drame romantique
- Durée : 98 minutes
- Date de sortie :
  -  Allemagne : 7 février 2015
  -  France : 22 juillet 2015

## Distribution
- Pierre Prieur : Maurice
- Adrian James : Lukas
- Raquel Nave : Kim
- Rebekah Underhill : Betty
- Luc Bierme : l'homme
- Charlie Himmelstein : Charly
- Rita Azar
- Michael Glover
- Rumi Missabu